# Sallaumines
 Sallaumines  es una población y comuna francesa, situada en la región de Norte-Paso de Calais, departamento de Paso de Calais, en el distrito de Lens y cantón de Lens-Est.

## Demografía
| 15 335 | 14 768 | 12 971 | 12 081 | 11 036 | 10 677 |
| Para los censos de 1962 a 1999 la población legal corresponde a la población sin duplicidades (Fuente: INSEE [Consultar]) |        |        |        |        |        |